# アーカディン/秘密調査報告書
『アーカディン/秘密調査報告書』（アーカディン ひみつちょうさほうこくしょ、原題：Mr. Arkadin）は、1955年のスペイン・フランス・スイス合作映画。監督、脚本、主演、製作はオーソン・ウェルズ。ウェルズがプロデューサーのルイ・ドリヴェと対立して最終編集権を剥奪されたため、改変された『秘密調査報告書 Confidential Report』の名称で上映された（上記の日本語タイトルはこれに由来する）。
日本では劇場未公開。1996年に発売されたビデオでは『秘められた過去』に改題された。日本向けのDVD化はされていない。
イタリア・ナポリに始まり、スペイン、スイスまでロケーションを敢行。アーカディン自身の視線を中心としたカメラワーク、極端な俯瞰や目まぐるしく場面が切り替わるモンタージュなど、終始観客を翻弄する演出などから当時は評価されず、ヌーヴェル・ヴァーグの作家たちにより評価された。川﨑佳哉は、本作の主題は冷戦下での監視社会であるとし、「1950年代という時代を批判的に描いた映画史上極めて重要なフィルム」と評している（外部リンク参照）。
上記の理由から多数バージョンが存在し、公開された『秘密調査報告書』の他に、2つのスペイン語版などが確認されている。2006年にクライテリオン社から発売されたDVDボックス（リージョン1のため日本の通常のプレーヤーでは再生不可能）には、三つのバージョン（ピーター・ボグダノヴィッチが1961年に発見し、翌1962年にアメリカで公開された「コリンス・バージョン」、ヨーロッパで上映された『秘密調査報告書』、ボグダノヴィッチらが新たに発見したカットによりウェルズの意図を可能な限り復元した"Comprehensive Version"）が収録された。

## キャスト
- オーソン・ウェルズ：グレゴリー・アーカディン
- マイケル・レッドグレイヴ：ブルゴミル・トレビッチ
- カティーナ・パクシヌー：ソフィー
- エイキム・タミロフ：ジャコブ・ズーク
- ミシャ・オウア：教授
- シュザンヌ・フロン（フランス語版）：ナゲル男爵夫人
- ロバート・アーデン（英語版）：ガイ・ヴァン・ストラッテン
- パオラ・モリ（イタリア語版）：ライナ・アーカディン
- パトリシア・メディナ：ミリー
- ジャック・ワトリング（英語版）：ボブ
- グレゴワール・アスラン（アルメニア語版）：ブラッコ
- ペーター・ファン・アイク：サディウス

## ストーリー
水兵崩れのガイは、殺された男の口からアーカディンという男の名を知って彼に近づく。アーカディンはガイにある依頼をするが、本当の目的は別にあった。

## 備考
本編中で語られる「カエルとサソリ」の挿話はイソップ物語「カエルとネズミ」の変形版とされている。